# عملية شادي آر أيه تي
عملية شادي آر أيه تي، (بالإنجليزية: Operation Shady RAT) هي سلسلة مستمرة من الهجمات السيبرانية التي بدأت من منتصف عام 2006  أبلغ عنها دميتري ألبيروفيتش، نائب رئيس أبحاث التهديد في شركة أمن الإنترنت إنتل سكيوريتي في أغسطس 2011، والذي قاد أيضًا وسمى عملية التنين الليلي وأورورا للتجسس الإلكتروني.  أصابت الهجمات ما لا يقل عن 71 منظمة، بما في ذلك مقاولو الدفاع والشركات في جميع أنحاء العالم والأمم المتحدة واللجنة الأولمبية الدولية.
العملية، التي أطلق عليها ألبيروفيتش على أنها اشتقاق من الاختصار الشائع لصناعة أمن الكمبيوتر لأداة الوصول عن بعد، تتميز بأنها «عملية مستهدفة لمدة خمس سنوات من قبل ممثلة واحدة محددة». ويشير التقرير إلى أن استهداف منظمات الرقابة الرياضية المختلفة في وقت الألعاب الأولمبية الصيفية لعام 2008 «من المحتمل أن يشير بإصبعه إلى ممثل دولة وراء عمليات الاقتحام». يُفترض على نطاق واسع أن ممثل الدولة هو جمهورية الصين الشعبية.